# Міжнародні рейтинги Франції
Міжнаро́дні ре́йтинги Фра́нції відображають позиції Французької Республіки серед інших країн світу за загальними статистичними показниками, а також спеціальними соціальними, економічними, політичними індексами та рейтингами.

## Площа та демографія
| Показник                                  | Значення                         | Позиція/серед  | Джерело     |
| ----------------------------------------- | -------------------------------- | -------------- | ----------- |
| Площа                                     | 551 500 км²                      | 43/всі країни  | 2009        |
| Населення                                 | 65 312 249 осіб                  | 21/всі країни  | липень 2011 |
| Густота населення                         | 119 осіб/км²                     | 111/всі країни | липень 2011 |
| Темпи зростання населення                 | 0.5%                             | 150/всі країни | липень 2011 |
| Народжуваність                            | 12,29 на 1 тис.                  | 160/всі країни | липень 2011 |
| Смертність                                | 8.76 на 1 тис.                   | 80/всі країни  | липень 2011 |
| Чистий показник міграції                  | 1.46 на 1 тис.                   | 46/всі країни  | липень 2011 |
| Очікувана тривалість життя при народженні | 81,19 78,02 — чол.; 84,54 — жін. | 26/всі країни  | липень 2011 |

## Оцінки та індекси

### Соціальні
| Назва рейтингу                              | Джерело                     | Позиція/серед | Рік  | Коментар |
| ------------------------------------------- | --------------------------- | ------------- | ---- | --- |
| Індекс розвитку людського потенціалу (ІРЛП) | Програма розвитку ООН       | 8/182         | 2007 | Високий ІРЛП |
| Індекс освіти                               | Програма розвитку ООН       | 12/177        | 2008 | Оцінюється не стільки якість, як середня тривалість навчання особи за життя. Цей індекс — складова ІРЛП (вага 1/3).                                |
| Державні витрати на освіту                  | Довідник ЦРУ з країн світу  | 38/177        | 2005 | Державні витрати на освіту у Франції дорівнюють 5,6% ВВП                                                                                           |
| Індекс якості життя                         | Economist Intelligence Unit | 25/111        | 2005 | Значення індексу 7,084 із 10 можливих балів. |
| Індекс задоволеності життям                 | Едріан Вайт, соціопсихолог  | 62/ 178       | 2007 | Значення індексу 220. Тотожний показник мають Сальвадор, Гонконг, Тайвань, Індонезія, Тонга, Киргизстан, Мальдіви, Словенія, Чилі та Східний Тимор |
| Частка користувачів Інтернету               | Internet World Stats        | 10/195        | 2009 | понад 45 млн користувачів, що становить 45% населення країни                                                                                       |
| Індекс гендерної нерівності                 | Світовий економічний форум  | 18/134        | 2009 | Поліпшився в порівнянні з 2007 та 2006 роками |
| За відсотком дорослого населення з ВІЛ/СНІД | Довідник ЦРУ з країн світу  | 74/ 170       | 2009 | Загальна кількість інфікованих — 150 тис. осіб або 0.4% від загальної кількості населення                                                          |

### Економічні
| Показник                        | Джерело                   | Позиція/серед | Рік  | Коментар            |
| ------------------------------- | ------------------------- | ------------- | ---- | ------------------- |
| GDP (номінал)                   | Міжнародний валютний фонд | 5/181         | 2010 | 2 582.527 млн. дол. |
| GDP (номінал) на душу населення | Міжнародний валютний фонд | 18/179        | 2007 | 41 511.154 дол.     |
| GDP (PPP)                       | Світовий банк             | 8/180         | 2010 | 2 194.118 млн. дол. |
| GDP (PPP) на душу населення     | Світовий банк             | 21/215        | 2010 | 64 877 дол.         |

### Політичні
| Назва рейтингу               | Джерело                 | Позиція/серед | Рік  | Коментар                                                                                            |
| ---------------------------- | ----------------------- | ------------- | ---- | --------------------------------------------------------------------------------------------------- |
| Індекс сприйняття корупції   | Трансперенсі Інтернешнл | 25/180        | 2009 | Невисокий рівень корумпованості                                                                     |
| Індекс свободи преси         | Репортери без кордонів  | 44/178        | 2010 | Значення індексу 13,38. Для порівняння: 2008 року Франція посідала 35 місце у світі; 2009 року - 43 |
| Індекс недієздатності держав | Фонд миру               | 158/177       | 2009 | Прийнятна стабільність                                                                              |